# Syndactyla dimidiata
Syndactyla dimidiata là một loài chim trong họ Furnariidae.